# Орчик (село)
Орчик (укр. Орчик) — село,
Малоорчиковский сельский совет,
Зачепиловский район,
Харьковская область, Украина.
Код КОАТУУ — 6322282004. Население по переписи 2001 года составляет 379 (171/208 м/ж) человек.

## Географическое положение
Село Орчик находится на правом берегу реки Орчик в 3-х км от места впадения её в реку Орель (правый приток).
Русло реки извилистое, образует несколько стариц.
Выше по течению село примыкает к селу Руновщина, ниже по течению примыкает к селу Заречное, на противоположном берегу — село Малый Орчик.

## История
- 1737 — дата первого упоминания.
- Заселяться однодворцами начало с 1745 года. В 1864 году в казённой слободе Русский Орчик, Константиноградского уезда Полтавской губернии, было 194 двора и 1288 жителей, 600 мужского и 688 женского пола. В слободе была православная церковь, сельское управление и запасный хлебный магазин.

В 1946 г. Указом ПВС УССР село Русский Орчик переименовано в Орчик.

## Экономика
- Молочно-товарная и птице-товарная фермы.
- «Зоря», фермерское хозяйство.

## Объекты социальной сферы
- Школа.
- Фельдшерско-акушерский пункт.

## Достопримечательности
- Братская могила советских воинов Похоронено 17 воинов.
- Орчикский дендропарк — дендрологический парк в Харьковской области, Зачепиловский район. Дендрарий заложен в живописном уголке возле села Орчик в 1967 году работниками местного лесничества. Сейчас в дендропарке произрастают более тридцати различных видов деревьев и кустарников, завезенных из других природно-климатических зон.
- Памятник погибшим от голода жителям села (1932—1933 г.).

## Религия
- Свято-Николаевская церковь. Памятник архитектуры XIX века. Возведена в 1863-1865 годах. Основным строительным материалом для храма стало дерево, камень использовался лишь для возведения цоколя. Сооружение украшено резьбой, в интерьере присутствуют живопись и произведения декоративно-прикладного искусства.